# Messigny-et-Vantoux
Messigny-et-Vantoux är en kommun i departementet Côte-d'Or i regionen Bourgogne-Franche-Comté i östra Frankrike. Kommunen ligger i kantonen Fontaine-lès-Dijon som tillhör arrondissementet Dijon. År 2022 hade Messigny-et-Vantoux 1 694 invånare.

## Befolkningsutveckling
Antalet invånare i kommunen Messigny-et-Vantoux
Referens:INSEE